# 愉景灣巴士DB02R線
DB02R線是香港的一條巴士路線，來往愉景灣及香港國際機場，以循環線運作，由愉景灣交通服務有限公司營運。

## 歷史
- 2000年5月27日：配合愉景灣隧道通車而投入服務
- 2002年10月11日：提升至廿四小時服務，深宵班次途經東涌市中心
- 2013年3月17日：深宵班次繞經香港愉景灣酒店
- 2019年2月19日：機場總站遷至一號停車場位置[8]
- 2019年9月15日：愉景灣總站搬至愉景廣場巴士總站，並取消愉景灣臨時巴士總站對面的落客站。[9]
- 2024年2月1日：部份愉景灣開出班次改為繞經港珠澳大橋香港口岸。
- 2024年7月14日：實施以下改動：
  - 改為只於每日10:00-16:00由愉景廣場開出之班次及10:45-16:45由香港國際機場（新旅遊車總站）開出之班次繞經愉景灣北；
  - 每日繞經港珠澳大橋香港口岸之班次減至只開10:00一班；
  - 每晚繞經東涌之班次頭班車提早至00:00開出

## 詳細班次
| 愉景灣開出 | 愉景灣開出 | 愉景灣開出 | 愉景灣開出 | 愉景灣開出 | 愉景灣開出 | 愉景灣開出 | 愉景灣開出 | 愉景灣開出 |
| ---------- | ---------- | ---------- | ---------- | ---------- | ---------- | ---------- | ---------- | ---------- |
| 06:00      | 06:30      | 07:00      | 07:30      | 08:00      | 08:30      | 09:00      | 09:30      | 10:00      |
| 11:00      | 12:00      | 13:00      | 14:00      | 15:00      | 16:00      | 17:00      | 17:30      | 18:00      |
| 18:30      | 19:00      | 19:30      | 20:00      | 20:30      | 21:00      | 21:30      | 22:00      | 22:30      |
| 23:00      | 00:00      | 01:00      | 03:00      | 05:00      |            |            |            |            |

| 機場開出 | 機場開出 | 機場開出 | 機場開出 | 機場開出 | 機場開出 | 機場開出 | 機場開出 | 機場開出 |
| -------- | -------- | -------- | -------- | -------- | -------- | -------- | -------- | -------- |
| 06:30    | 07:00    | 07:30    | 08:00    | 08:30    | 09:00    | 09:30    | 10:00    | 10:45    |
| 11:45    | 12:45    | 13:45    | 14:45    | 15:45    | 16:45    | 17:30    | 18:00    | 18:30    |
| 19:00    | 19:30    | 20:00    | 20:30    | 21:00    | 21:30    | 22:00    | 22:30    | 23:00    |
| 23:30    | 00:30    | 01:30    | 03:30    | 05:30    |          |          |          |          |

黑底黃字表示該班次會繞經香港愉景灣酒店及東涌市中心，屬深宵時段的班次。該等班次主要採用三菱Rosa及豐田Coaster行駛。
綠字表示該班次將繞經愉景灣北及港珠澳大橋香港口岸。
黃字表示該班次會繞經愉景灣北。
紅字表示星期一至五(公眾假期除外)由香港國際機場開出之班次另繞經國泰城。

## 收費
| 收費     | 收費     | 訪客收費 | 居民收費 |
| -------- | -------- | -------- | -------- |
| 全程收費 | 大小同價 | $52.7    | $44.6    |

| - 本線大小同價。 - 本線不設長者及殘疾人士每程$2.0的票價優惠。 - 乘客只可使用八達通繳費，不設現金付款。 - 居民收費必須使用「愉景灣居民八達通」繳付車資。 - 每位成人乘客可免費攜帶最多兩名3歲以下而不佔座位的兒童乘客乘車，超額之3歲以下小童必須繳付車費乘車。 |

## 路線用車
本路線日間會使用4輛豪華巴士行走,毎2小時分別會有1輛豪華巴士行走DB02A線,所以實際上是使用3輛豪華巴士行走,但若果豪華巴士不足或出現特別情況,本線會抽調普通巴士填補班次。惟本線在凌晨時分會途經東涌、愉景灣酒店及使用小型巴士行走。

## 途經街道
- 碼頭通道，愉景灣道，愉景灣隧道，翔東路，達東路，順東路，赤鱲角南路，觀景路，駿運路交匯處，觀景路，東岸路，機場路，暢航路，暢達路，機場南交匯處，暢連路，暢達路，機場北交匯處，暢達路，機場南交匯處，機場路，東岸路，觀景路，赤鱲角南路，順東路，達東路，翔東路，愉景灣隧道，愉景灣道及碼頭通道。

## 沿途各站
^深宵班次繞經東涌及香港愉景灣酒店

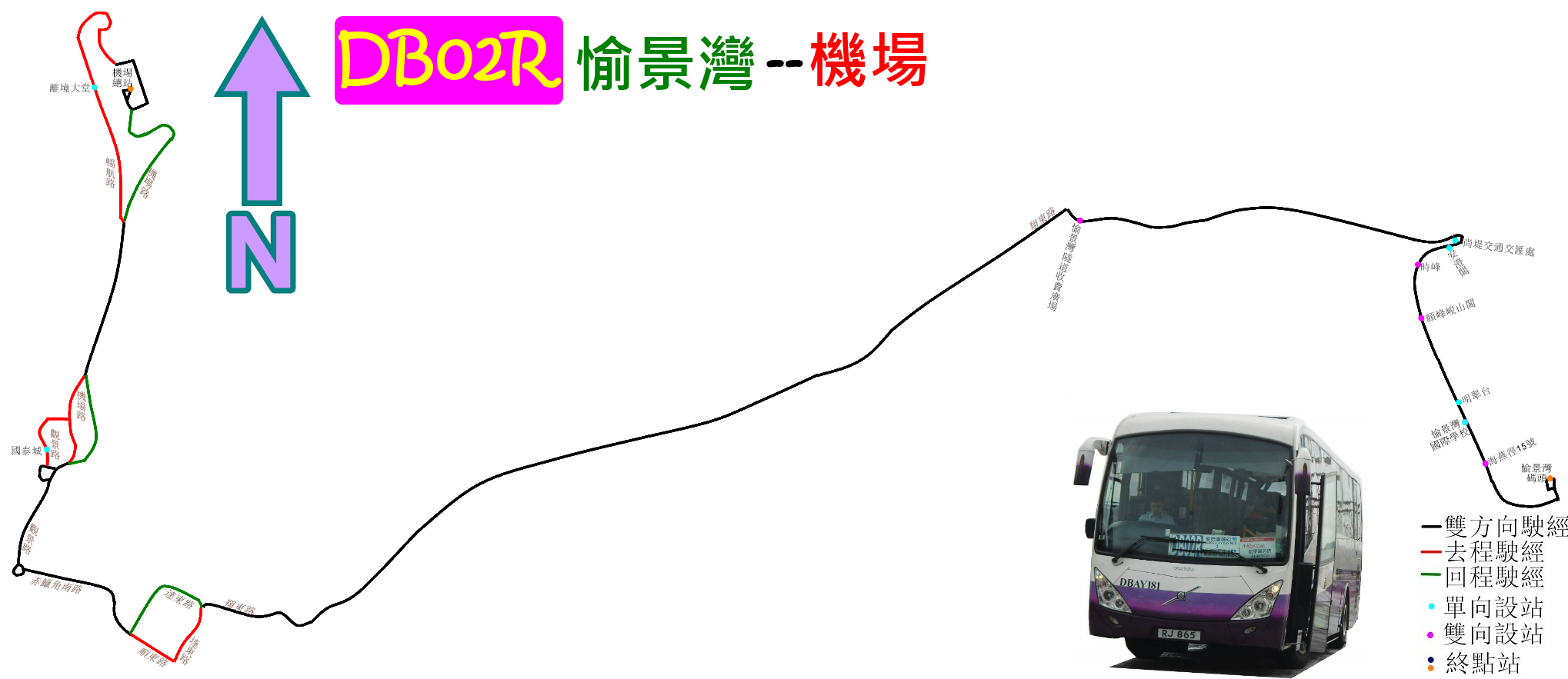
此線的走線圖

&星期一至五（公眾假期除外）17:30由香港國際機場開出之班次另繞經國泰城
*1100-1600愉景灣開出班次使用
@1000愉景灣開出班次使用
1. 愉景灣廣場總站
2. 海燕徑15號
3. 愉景灣國際學校
4. 愉景灣北總站*@
5. 香港愉景灣酒店*@
6. 海澄湖畔一段58座*@
7. 海澄湖畔一段22座*@
8. 海澄湖畔一段2座*@
9. 第五期頤峰翠山閣
10. 第十期時峰
11. 愉景灣尚堤交通交匯處
12. 香港愉景灣酒店^
13. 愉景灣隧道收費廣場
14. 富東廣場^
15. 國泰城
16. 機場（新旅遊車總站）
17. 港珠澳大橋旅檢大樓（離港）@
18. 港珠澳大橋香港口岸（抵港）@
19. 國泰城&
20. 東涌站非專利巴士停泊區^
21. 愉景灣隧道收費廣場
22. 香港愉景灣酒店^
23. 海澄湖畔二段安澄閣
24. 第十期時峰對面
25. 第五期頤峰峻山閣對面
26. 第五期頤峰翠山閣對面
27. 海澄湖畔一段2座*@
28. 海澄湖畔一段18座*@
29. 海澄湖畔會所對面*@
30. 香港愉景灣酒店*@
31. 愉景灣北總站*@
32. 明翠台
33. 海燕徑15號
34. 愉景灣廣場總站